# Galacticidae
Galacticidae là một họ bươm đêm kích thước trung bình thuộc bộ lepidoptera, trước đây được xếp vào các liên họ (Tineoidea: Psychidae, Urodoidea, Sesioidea và trong các họ của Yponomeutoidea), nhưng hiện tại Galacticidae cũng là họ duy nhất trong liên họ của nó dựa theo nhóm tự nhiên Apoditrysia (Dugdale et al., 1999 [1998]; Mey, 2004).
Chú ý:Liên họ này đã từng được gọi không chủ ý là "Galaticoidea" trong Dugdale et al. (1999) [1998].
Các quan hệ của Galacticidae cần được xem xét với những đặc điểm mới bao gồm dữ liệu DNA Lưu trữ ngày 12 tháng 1 năm 2013 tại archive.today. Họ này phân bố ở Cựu Thế giới từ châu Phi và Madagascar đến châu Á, Úc và New Caledonia. Chi nhiều nhất là Homadaula có 8 loài. "Mimosa Webworm" Homadaula anisocentra là loài gây hại cho các cây cảnh, được du nhập vào miền đông Bắc Mỹ (Moriuti, 1963; Dugdale et al., 1999).